# Phasia lepidofera
Phasia lepidofera là một loài ruồi trong họ Tachinidae.